# 严晓海
严晓海，美籍华人，海洋遥感动力学专家，中华人民共和国“长江学者奖励计划”讲座教授。

## 生平
严晓海1977年毕业于同济大学海洋科学专业，1990年担任美国得拉华大学海洋学研究生院助理教授兼遥感中心副主任。后担任中国海洋大学教授。